# Eremoryzomys
Eremoryzomys es un género de roedores muroideos de la familia de los cricétidos. Las dos especies conocidas son endémicas del Perú.